# Plávková ocel
Plávková ocel je souhrnné označení ocelí vyráběných v tekutém stavu při teplotě 1600–1800 °C, tj. při překročení teploty tavení oceli.
Termínu se užívá hlavně v souvislostech zlepšování postupů výroby oceli v 19. století pro odlišení od staršího postupu výroby svářkové ocelí, oproti níž je téměř izotropní (má vlastnosti ve všech směrech téměř shodné); dosahuje vyšší pevnosti i houževnatosti. Oceli vyráběné ve 20. a 21. století jsou plávkové a rozlišení není třeba.
Vyrábí se v elektrických indukčních i obloukových pecích, v kelímcích, Bessemerově (od roku 1855) nebo Thomasově (od roku 1878) konvertoru, případně v Siemens-Martinských pecích.
V počátcích výroby byl z plávkové oceli postaven most v Podolsku roku 1848, visutý most Brooklynský v roce 1883 a příhradový konzolový železniční most přes záliv Forth o rok později a další.